# 2-я механизированная бригада 4-й пехотной дивизии
2-я механизированная бригада 4-й пехотной дивизии (англ. 2nd Stryker Brigade Combat Team, 4th Infantry Division) — тактическое соединение Армии США в составе 4-й пехотной дивизии.
Сокращённое наименование в английском языке — 2 SBCT, 4 ID, 2-4 ID.
Пункт постоянной дислокации — Форт-Карсон возле Колорадо-Спрингс, штат Колорадо.

## История
Бригада «Warhorse» 4-й пехотной дивизии была сформирована 19 ноября 1917 года в регулярной армии как штаб 7-й пехотной бригады, элемент 4-й дивизии. Затем она была организована в декабре 1917 года в Кэмп-Грине, Северная Каролина.
Бригада доблестно служила во время Первой мировой войны и заслужила боевые награды за участие в кампаниях в Эн — Марне, Сен-Миеле, Мёз-Аргоне, Шампани (1918) и Лотарингии.
В марте 1921 года подразделение было реорганизовано и переименовано в штабную роту 7-й пехотной бригады. Подразделение было инактивировано 21 сентября 1921 года в Кэмп-Льюисе, штат Вашингтон. Оно было переименовано 23 марта 1925 года в штабную роту 7-й бригады и 15 августа 1927 года освобождено от службы в 4-й дивизии и переподчинено 7-й дивизии. Он был освобожден 1 октября 1933 года от приписки к 7-й дивизии и приписан к 4-й дивизии. 24 августа 1936 года она была переименована в штабную роту 7-й пехотной бригады и расформирована 16 октября 1939 года.
В связи с ростом напряжённости в Республике Вьетнам бригада была переформирована 21 августа 1963 года в штаб и штабную роту 2-й бригады 4-й пехотной дивизии и активирована 1 октября 1963 года в Форт-Льюис, штат Вашингтон. Во время войны во Вьетнаме 2-я бригада получила боевые награды за участие в 11 боевых кампаниях.
После войны во Вьетнаме бригада воевала до конца холодной войны, размещаясь в Форт-Карсоне, штат Колорадо, пока не была инактивирована в 1989 году. Впоследствии, восстановленная 15 декабря 1995 года в Форт-Худ, штат Техас, бригада возглавила эксперименты и проверку «Силы XXI», формируя силы 21-го века.
Бригада «Warhorse» принимала широкое участие в операциях в Ираке и Афганистане. В 2003 и 2005 годах 2-я бронетанковая бригада была развёрнута на Ближнем Востоке в поддержку операции «Иракская свобода». В конце 2006 года бригада была переведена из Форт-Худа, штат Техас, в Форт-Карсон, штат Колорадо, и вновь была развёрнута в Ираке в 2008 году, а затем в Афганистане в 2011 году. Между тем, 4-я пехотная бригада была развёрнута в 2006 году в Ираке, а в 2009, 2012 и 2014 годах — в различных регионах Афганистана.
В 2015 году 4-я пехотная бригада была переименована во 2-ю пехотную бригаду. В 2016 и 2018 годах бригада вернулась в Афганистан, где солдаты Warhorse выполняли задачи в Кандагаре, Баграме, Кэмп-Дуайере и Таринкоте в рамках операции «Решительная поддержка» по обучению, консультированию и оказанию помощи Силам национальной безопасности.
Гордая история бригады включает в себя то, что она является одним из наиболее часто развёртываемых подразделений в Ираке и Афганистане и имеет трёх обладателей Медали Почёта, что является самым большим показателем среди всех бригад армии во время последних конфликтов.